# Бучачский район
Бу́чачский райо́н (укр. Бу́чацький райо́н) — упразднённая административная единица на юге Тернопольской области Украины. Административный центр — город Бучач.

## Географическое положение
Бучачский район граничил на севере с Подгаецким и Теребовлянским районами Тернопольской области, на юге — с Тлумачским и Городенковским районами Ивано-Франковской области, на западе — с Монастырисским, на востоке — с Чортковским и Залещицким районами Тернопольской области.
Площадь района — 802 км2 (10-е место среди районов).
Основные реки —
Барыш,
Белая,
Днестр,
Жванец,
Золотая,
Лужник,
Ольховец,
Провал,
Стрыпа,
Язловчик.
На реке Стрыпа расположено множество водопадов, в том числе каскад русиловских водопадов.

## История
Район образован 20 января 1940 года. В ходе административно-территориальной реформы в Украине, в 2020 году район был упразднён, его территория вошла в состав Чортковского района. На территории района были сформированы Бучачская, Золотопотокская и Трибуховская территориальные общины.

## Демография
Население района составляло 62 710 человек (данные 2019 г.), в том числе в городских условиях проживало около 14 796 человек, в сельских — 47 914 человек.

## Административное устройство
На момент упразднения район включал в себя::
| - Городских советов: 1 - Поселковых советов: 1 - Сельских советов: 37 | - Городов: 1 - Посёлков городского типа: 1 - Сёл: 57 |

### Местные советы[6]
| - Бучачский городской совет - Золотопотокский поселковый совет - Барышский сельский совет - Беремянский сельский совет - Бобулинский сельский совет - Возиловский сельский совет - Добропольский сельский совет - Дулибовский сельский совет - Жизномирский сельский совет - Жнибородский сельский совет - Зарывинецкий сельский совет - Зеленский сельский совет - Зубрецкий сельский совет - Кидановский сельский совет - Космиринский сельский совет - Костыльницкий сельский совет - Лещанецкий сельский совет - Медведевский сельский совет - Николаевский сельский совет - Новопетликовский сельский совет | - Озерянский сельский совет - Осовецкий сельский совет - Переволокский сельский совет - Подзамочковский сельский совет - Пороховский сельский совет - Предместянский сельский совет - Пылявский сельский совет - Пышковский сельский совет - Репинецкий сельский совет - Русиловский сельский совет - Скоморохский сельский совет - Сновидовский сельский совет - Соколовский сельский совет - Сороковский сельский совет - Старопетликовский сельский совет - Стенковский сельский совет - Трибуховский сельский совет - Цветовский сельский совет - Язловецкий сельский совет |

### Населённые пункты[7]
| с. Барыш с. Белявинцы с. Беремяны с. Бобулинцы с. Бровары г. Бучач с. Вербятин с. Возилов с. Губин с. Доброполе с. Дулибы с. Жизномир с. Жнибороды с. Залещики с. Зарывинцы | с. Звенигород с. Зелёная пгт Золотой Поток с. Зубрец с. Киданов с. Космирин с. Костыльники с. Курдыбановка с. Лещанцы с. Мартыновка с. Матеушовка с. Медведевцы с. Млинки с. Набережное с. Николаевка | с. Новосёлка с. Новоставцы с. Новые Петликовцы с. Озеряны с. Осовцы с. Переволока с. Подзамочек с. Подлесье с. Пожежа с. Помирцы с. Порохова с. Предместье с. Пушкари с. Пылява с. Пышковцы | с. Репинцы с. Рублин с. Рукомыш с. Русилов с. Скоморохи с. Сновидов с. Соколец с. Соколов с. Сороки с. Старые Петликовцы с. Стенка с. Трибуховцы с. Цветова с. Язловец |